# Прокофьев, Сергей Олегович
Серге́й Оле́гович Проко́фьев (нем. Sergej O. Prokofieff; 16 января 1954, Москва — 26 июля 2014, Дорнах) — российский и швейцарский антропософ.

## Биография
Сергей Прокофьев родился 16 января 1954 года в семье художника Олега Прокофьева и писательницы Софьи Прокофьевой (урождённой Фейнберг). Внук композитора Сергея Прокофьева и художника Леонида Фейнберга.
В детстве увлекался живописью, но в 16 лет, познакомившись с антропософией, решил полностью посвятить себя этой «науке о духе».

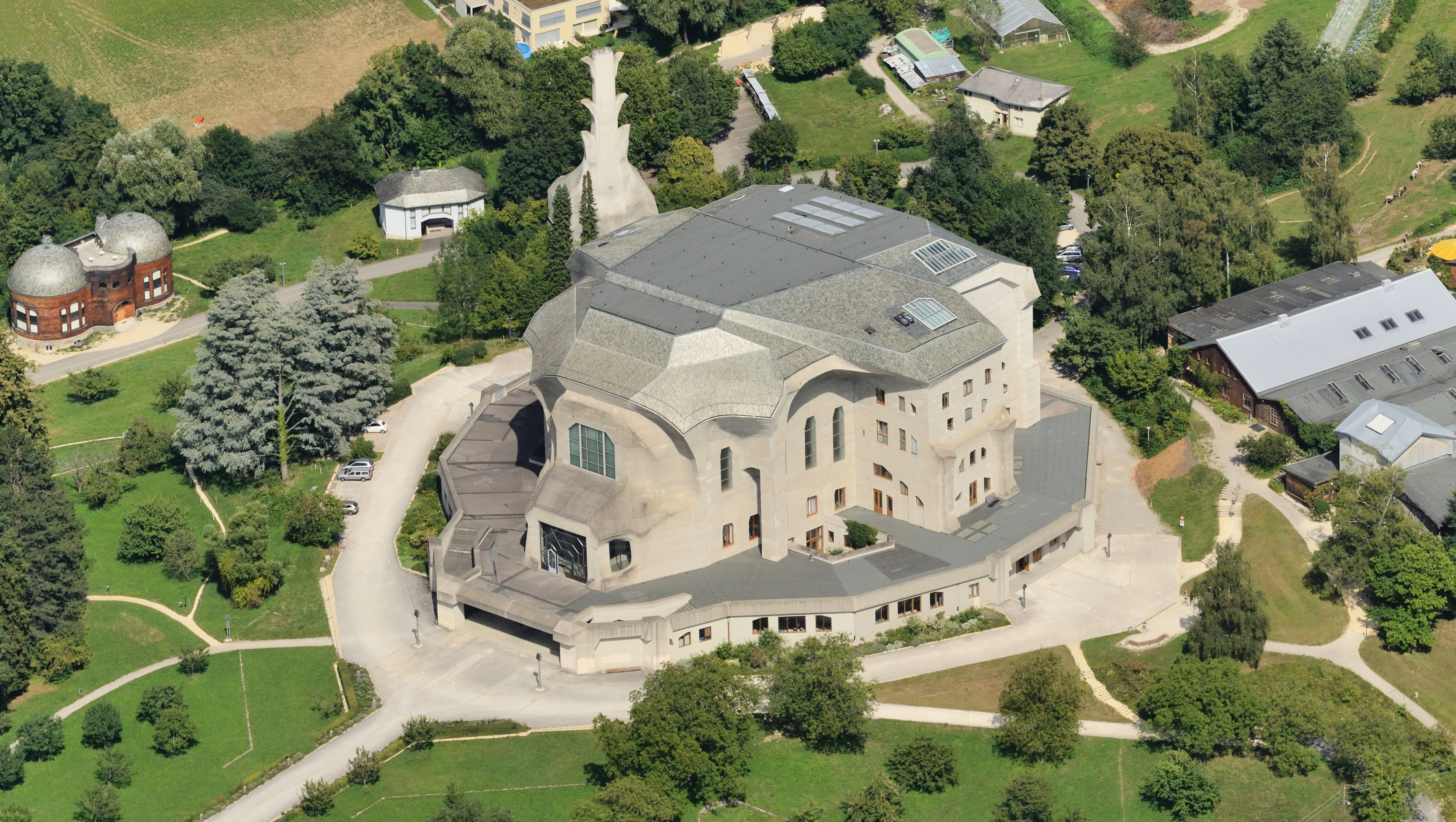
Гётеанум

Первые книги Сергея Прокофьева на немецком и английском языках были опубликованы за границей. Его научные интересы касались, главным образом, христианства с позиций антропософии. 
После конца советской власти Прокофьев с единомышленниками возродил Российское антропософское общество, позже переехал в центр Всемирного антропософского общества — швейцарский Дорнах, местонахождение Гётеанума. В 2001 году Сергей Прокофьев был избран одним из шести членов исполнительного комитета общества. Считался одним из лидеров всемирного антропософского движения. Последние лекции Прокофьева в Гётеануме собирали до 700 человек.

### Семья
- Бабушка — Лина Ивановна Прокофьева (1897—1989), испанская певица.
- Единоутробная сестра — Мария Викторовна Коровина (урождённая Белая), математик.

## Опубликованные книги Сергея О. Прокофьева на русском языке
Приведено в хронологическом порядке.
- 1982: Рудольф Штайнер и краеугольные мистерии нашего времени. Ной. Ереван 1992
- 1986: Кругооборот года как путь посвящения. Эзотерическое рассмотрение христианских праздников., Ной, 1995.
- 1986: Двенадцать священных ночей и духовные иерархии, Ной, 1993.
- 1987: Вечная индивидуальность. Очерк кармической биографии Новалиса, Evidentis/Энигма, 2000.
- 1989: Духовные судьбы России и грядущие мистерии Святого Грааля, Энигма. Москва 1995.
- 1991: Оккультные основы прощениея в свете антропософии., Издательство Антропософия. Москва 1994.
- 1992: Тайна царевича Дмитрия, Эвидентис. Москва 2001.
- 1992: Пророческая былина. Как святые горы выпустили из каменных пещер своих русских могучих богатырей, Ной, 1992.
- 1994: Кругооборот года и семь искусств., Антропософия. Москва 1996.
- 1994: Кармические исследования Рудольфа Штайнера и задачи антропософского общества, Антропософия, 1995.
- 1993: Духовные задачи Средней и Восточной Европы, Москва 2014.
- 1995: Небесная София и Антропософия., Антропософия. Москва 1997.
- 1995: Трагедия В. Томберга. Антропософия и Иезуитизм., 1999.
- 1997: Восток в свете Запада, Издательство имени Н. И. Новикова, 1998.
- 1999: Тайна зла и Камень основы добра. Камень основы добра, Эвидентис. Москва 2003.
- 2002: Да услышат это люди, Новалис, 2013.
- 2003: Медитация камня основы. Ключ к новым христианским Мистериям, Новалис, 2014.
- 2006: Максимилиан Волошин — человек, поэт, антропософ, Антропософское Общество в России. Москва 2007.
- 2006: Антропософия и Философия свободы. Антропософия и её метод познания, Эвидентис. Москва 2012.
- 2008: Мистерия воскресения в свете антропософии, Новалис, 2011.
- 2010: Почему становятся членами свободной высшей школы духовной науки? Китеж. Одесса 2017.
- 2010: Явление Христа в эфирном. Духовнонаучные аспекты эфирного пришествия, Новалис, 2012.
- 2010: Под знаком жизни. Врачебная этика против суицида, Водолей. Москва 2014.
- 2011: Почему становятся членами антропософского общества? Китеж. Одесса 2017.
- 2011: О сучности человеческого Я, Эвидентис. Москва 2012.
- 2011: Скульптурная группа Рудольфа Штайнера. Откровение духовной цели человечества и Земли, Новалис, 2013.
- 2012: И земля становится солнцем. О Мистерии Воскресения, Китеж. Одесса 2014.
- 2013: Мистический огонь души. Юношеские стихи, Новое тысячелетие, 2013.
- 2014: Мистерия Михаила, Китеж. Одесса 2015.
- 2016: «Фауст» Гёте и тайна человека, Водолей, Москва. 2021.
- 2018: Рудольф Штайнер и Мастера эзотерического христианства, опубликовано посмертно. Хоббит. Одесса 2020.
- 2020: Рудольф Штайнер — Фрагмент духовной биографии, опубликовано посмертно. Хоббит. Одесса 2021.